# Un amor sin nombre
Un amor sin nombre (en inglés: Giant's Bread) es una novela escrita por Agatha Christie, bajo el seudónimo de Mary Westmacott en 1930. Fue la primera de seis novelas escritas por Christie bajo este seudónimo.

## Argumento
Vernon es un compositor con talento, pero atrapado por su indecisión y falta de ambiciones: una vida, a pesar del apoyo de sus viejos y sólidos amigos Sebastian y Josephine, atormentada por las dudas, dividida entre dos amores: el de la bella e inmadura Nell, una conocida de la infancia, y la intensa Jane, cantante de ópera, símbolo de esa madurez que Vernon teme aceptar. Su terrible opción es símbolo de su fracaso humano.